# 009-1
009-1(일본어: 009-1 제로제로나인-원, 제로제로쿠노 이치[*])는 이시노모리 쇼타로의 만화로 1967년 8월 10일부터 1970년 3월 5일까지, 1974년 11월 14일에 《만화 액션》에 연재되었다. 만화를 원작으로 TV 애니메이션, TV 드라마가 제작되기도 했다.

## 개요
이시노모리 쇼타로가 처음 청년 만화잡지에 연재한 작품으로 자신의 작품 《사이보그 009》의 성인 버전이라 말할 수 있다. 냉전 시대에 집필한 탓에 작품상의 시대 배경도 자연스럽게 냉전 무대로 펼쳐진다. 웨스트 블록의 비밀첩보기관 “제로제로 기관”의 요원인 밀레느 호프만, 코드네임 ‘009-1’이 이스트 블록의 스파이를 상대로 활약한다.
1969년 후지테레비계 드라마《플라워 액션 009의 1》로 제작되었지만, 많은 곳에서 원작과 상이하였다. 2006년에는 TBS계 TV 애니메이션《009-1》로 제작되었고, 이 역시 원작과 상이한 점이 있지만, 그리 크지 않다. 다른 점이라면, 원작의 배경으로부터 30년 후를 그리고 있으며, 원작의 취향을 살리는 한편, 현 시대의 독자들이 받아들이기 쉽게 각색하였다.